# Christof Birchler
Christof Birchler ist ein ehemaliger Schweizer Skispringer.

## Werdegang
Birchler gab am 17. Januar 1992 sein Debüt im Skisprung-Weltcup beim Springen in St. Moritz. Dabei erreichte er am Ende den 43. Platz. Auch in den übrigen Springen der Weltcup-Saison 1991/92 blieb er ohne Weltcup-Punkte. Nachdem er beim Auftaktspringen zur Saison 1992/93 in Sapporo am 20. Dezember mit Platz 26 erneut ohne Punkte geblieben war, wurde er in den neu geschaffenen Skisprung-Continental-Cup versetzt. Nachdem er dort in der Saison 1993/94 erste grössere Erfolge hatte erzielen können, wurde er im Januar 1994 erneut für Weltcup-Springen nominiert. Bereits im ersten Springen in Liberec konnte er mit Platz 23 seine ersten und auch einzigen Weltcup-Punkte gewinnen. Die Weltcup-Saison 1993/94 beendete er so mit acht Punkten am Ende auf dem 79. Platz in der Weltcup-Gesamtwertung. In den folgenden Jahren, in denen er parallel im Welt- und im Continental Cup sprang, konnte er an seine Leistungen nicht mehr anknüpfen und beendete nach dem Skifliegen am Kulm am 9. Februar 1997 seine aktive Weltcup-Karriere und nach einem weiteren Jahr 1998 auch im Continental Cup seine aktive Skisprungkarriere.

## Erfolge

### Weltcup-Platzierungen
| Saison  | Platz | Punkte |
| ------- | ----- | ------ |
| 1993/94 | 79.   | 8      |